# Prénylation
 (mai 2008).
Si vous disposez d'ouvrages ou d'articles de référence ou si vous connaissez des sites web de qualité traitant du thème abordé ici, merci de compléter l'article en donnant les références utiles à sa vérifiabilité et en les liant à la section « Notes et références ».
La prénylation est le couplage d'un farnésyl en C15, géranyl-géranyl en C20 à des protéines sur un acide aminé cystéine en position C-terminale ou proche de l'extrémité C-terminale s'il y a présence d'un motif CaaX (où C est une cystéine, a un acide aminé aliphatique et X un acide aminé) comme les lamines A et B, certaines protéines G monomériques, et environ 300 autres protéines humaines. Elle permet la fixation d'une protéine sur la face interne d'une membrane plasmique cellulaire mais facilite également les interactions protéiques.

## Processus détaillé

### Prénylation de Ras (protéine G)
La prénylation se fait soit par l'ajout d'un farnésyl diphosphate par une farnesyltransferase (FTase), soit par l'ajout d'un géranyl-géranyl par une géranylgeranyltransferase I (GGTase I). L'acide gras ajouté sera déterminé selon l'acide aminé X de la boîte CaaX. Un groupement carboxyle remplacera ensuite la partie aaX de la boîte Caax par une Ras-converting CaaX endopeptidase I (RCEI) et le processus se finira par l'ajout d'un groupement méthyle par une S-isoprenylcysteine O-methyltransferase (ICMT).